# Bond-Zahl
Die Bond-Zahl (Formelzeichen: {\displaystyle {\mathit {Bo}}}, nach dem englischen Physiker Wilfrid Noel Bond (1897–1937)) oder Eötvös-Zahl ({\displaystyle {\mathit {Eo}}}, nach dem ungarischen Mathematiker und Geophysiker Loránd Eötvös) ist eine dimensionslose Kennzahl der Fluidmechanik. Sie kann physikalisch interpretiert werden als das Verhältnis der Volumenkraft, die auf die Flüssigkeit wirkt, zur Kraft aufgrund von Oberflächenspannung:
{\displaystyle {\mathit {Bo}}={\frac {F_{\text{Volumen}}}{F_{\text{Oberfläche}}}}}
Die Bezeichnung Eötvös-Zahl kann verwendet werden
- als Synonym zu Bond-Zahl[1]
- als Spezialfall der Bond-Zahl im Fall von Auftrieb[3] oder
- als Verallgemeinerung der Bond-Zahl für beliebige charakteristische Parameter {\displaystyle L}.[4]

Ähnlich wie die Reynolds-Zahl eignet sich die Bond-Zahl zum Vergleich von Systemen, die sich in einzelnen Parametern wie Dichte, Größe oder Oberflächenspannung unterscheiden. Im Gegensatz zur Reynoldszahl, die bei Strömungen Anwendung findet, charakterisiert die Bondzahl jedoch statische Systeme. Ein kleiner Wert bedeutet, dass das System von der Oberflächenspannung bestimmt wird, ein großer Wert dagegen, dass die Oberflächenspannung zur Abschätzung des Verhaltens vernachlässigt werden kann. Zusammen mit der Morton-Zahl beschreibt die Bond-Zahl so beispielsweise die Form eines fluiden Partikels (Luftblase, Wassertropfen etc.) unter dem Einfluss der Gravitation.

## Spezialfall: Gravitation als Volumenkraft
Ist die Volumenkraft durch die Gravitation gegeben, so wird die Bond-Zahl folgendermaßen gebildet:
{\displaystyle {\mathit {Bo}}={\frac {\text{Gravitationskraft}}{\mathrm {Oberfl{\ddot {a}}chenkraft} }}={\frac {\text{hydrostatischer Druck}}{\text{Kapillardruck}}}={\frac {\rho \cdot g\cdot H\cdot R}{2\sigma }}}
Dabei beschreibt
- {\displaystyle H} die vertikale Höhe
- {\displaystyle R} den für den Kapillardruck verantwortlichen Radius z. B. eines Tropfens. Beide müssen nicht identisch sein, so dass oft zwei Längenskalen in die Bond-Zahl eingehen (z. B. vertikale Kapillare: Füllhöhe {\displaystyle H}, Radius {\displaystyle R}).

Weiterhin ist
- {\displaystyle \rho } die Dichte
- {\displaystyle g} die Schwerebeschleunigung
- {\displaystyle \sigma } die Oberflächenspannung.

Im Fall, dass der Auftrieb nicht vernachlässigt werden kann oder überwiegt, beispielsweise eine Luftblase im Wasser, muss die Volumenkraft aus der Differenz {\displaystyle \Delta \rho } der Dichten beider Phasen, hier Wasser und Luft berechnet werden:
{\displaystyle {\mathit {Bo}}={\frac {\Delta \rho \cdot g\cdot R^{2}}{\sigma }}}

## Beispiel: Ein Tropfen

Form von Regentropfen in Abhängigkeit von ihrer Größe

Bei einem Tropfen Flüssigkeit auf einer ebenen, waagerechten Fläche erlaubt die Bond-Zahl eine Vorhersage über die Form, die er annimmt. In diesem Fall bestimmt sich die Bond-Zahl mit dem charakteristischen Radius {\displaystyle R} wie folgt:
{\displaystyle {\mathit {Bo}}={\frac {\rho gR^{2}}{\sigma }}}
Der Radius geht in diesem Fall maximal doppelt in die Gewichtskraft ein ({\displaystyle H=2R}) und ist für den Kapillardruck verantwortlich. Im Gegensatz zur Morton-Zahl, welche nur von den Eigenschaften des Fluids abhängt, ändert sich die Bond-Zahl mit dem Radius des Tropfens.
Wenn {\displaystyle {\mathit {Bo}}} sehr viel kleiner als eins ist, spielt die Gravitation keine Rolle, und der Tropfen ist in guter Näherung kugelförmig. Bei größeren Werten von {\displaystyle {\mathit {Bo}}} ist sie ellipsenförmig und bei niedriger Morton-Zahl (meist bei Flüssigkeiten geringer Viskosität, beispielsweise Wasser) eher wackelig. Bei noch größeren Bond-Zahlen nimmt der Tropfen die Form einer runden Kappe an, welche sich bei Regentropfen schließlich in zwei kleinere Tropfen aufteilt.